# Tambi
Tambi est une localité du nord-est de la Côte d'Ivoire et appartenant au département de Bondoukou, district du Zanzan, région du Gontougo. La localité de Tambi est un chef-lieu de commune.